# Cleora xanthorrhages
Cleora xanthorrhages är en fjärilsart som beskrevs av Louis Beethoven Prout 1929. Cleora xanthorrhages ingår i släktet Cleora och familjen mätare. Inga underarter finns listade i Catalogue of Life.